# Унтерзімау
Унтерзімау (нім. Untersiemau) — громада в Німеччині, розташована в землі Баварія. Підпорядковується адміністративному округу Верхня Франконія. Входить до складу району Кобург.
Площа — 20,49 км2. Населення становить 4199 ос. (станом на 31 грудня 2020).